# Armazenamento em nuvem
O armazenamento em nuvem é um modelo de armazenamento de dados de computador no qual os dados, que se diz estarem na "nuvem", são armazenados remotamente [en] em pools [en] lógicos e podem ser acessados pelos usuários por meio de uma rede, normalmente a internet. O armazenamento físico [en] abrange vários servidores (às vezes em vários locais), e o ambiente físico geralmente pertence e é gerenciado por um provedor de computação em nuvem. Esses provedores de armazenamento em nuvem são responsáveis por manter os dados disponíveis e acessíveis, e o ambiente físico seguro, protegido e em execução. Pessoas e organizações compram ou alugam capacidade de armazenamento dos provedores para armazenar dados de usuários, organizações ou aplicativos.
Os serviços de armazenamento em nuvem podem ser acessados por meio de um serviço de computação em nuvem hospedado, uma interface de programação de aplicações (API) de serviço da Web ou por aplicativos que usam a API, como armazenamento para desktop web [en], um gateway de armazenamento em nuvem ou sistemas de gerenciamento de conteúdo baseados na Web.

## História
Acredita-se que a computação em nuvem tenha sido inventada por J. C. R. Licklider na década de 1960 com seu trabalho com a ARPANET para conectar pessoas e dados de qualquer lugar e a qualquer momento.
Em 1983, a CompuServe ofereceu aos seus usuários consumidores uma pequena quantidade de espaço em disco que poderia ser usada para armazenar qualquer arquivo que eles quisessem carregar.
Em 1994, a AT&T lançou o PersonaLink Services, uma plataforma on-line para comunicação pessoal e empresarial e empreendedorismo. O armazenamento foi um dos primeiros a ser totalmente baseado na Web e mencionado em seus comerciais como "você pode pensar em nosso ponto de encontro eletrônico como a nuvem". A Amazon Web Services lançou seu serviço de armazenamento em nuvem, o  Amazon S3, em 2006, e ganhou amplo reconhecimento e adoção como fornecedor de armazenamento para serviços populares como SmugMug [en], Dropbox e Pinterest. Em 2005, a Box anunciou um serviço de compartilhamento de arquivos on-line e gerenciamento de conteúdo em nuvem pessoal para empresas.

## Arquitetura

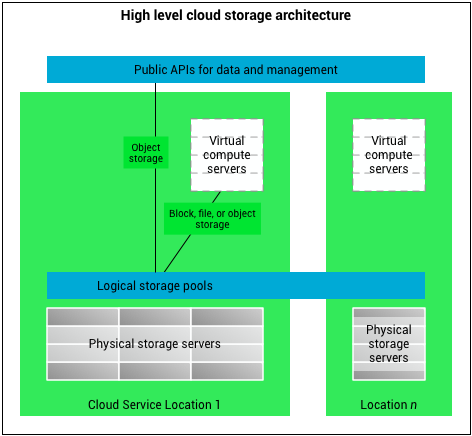
Uma arquitetura de alto nível de armazenamento em nuvem

O armazenamento em nuvem é baseado em uma infraestrutura altamente virtualizada e é semelhante à computação em nuvem mais ampla em termos de interfaces, elasticidade e escalabilidade quase instantâneas, multilocação [en] e recursos instrumentalizados. Os serviços de armazenamento em nuvem podem ser usados a partir de um serviço externo (Amazon S3) ou implantados no local (ViON Capacity Services).
Há três tipos de armazenamento em nuvem: um serviço de armazenamento para objetos [en] hospedado, armazenamento de arquivos e armazenamento em bloco. Cada um desses tipos de armazenamento em nuvem oferece suas próprias vantagens específicas.
Exemplos de serviços de armazenamento de objetos que podem ser hospedados e implantados com características de armazenamento em nuvem incluem  Amazon S3, Oracle Cloud Storage [en] e Microsoft Azure Storage, software de armazenamento de objetos como o Openstack Swift, sistemas de armazenamento de objetos como EMC Atmos [en], EMC ECS e Hitachi Content Platform e projetos de pesquisa de armazenamento distribuído como OceanStore e VISION Cloud.
Exemplos de serviços de armazenamento de arquivos incluem o Amazon Elastic File System [en] (EFS) e o Qumulo Core [en], usados para aplicações que precisam de acesso a arquivos compartilhados e requerem um sistema de arquivos. Esse armazenamento é geralmente suportado por um servidor NAS (Network Attached Storage), usado para grandes repositórios de conteúdo, ambientes de desenvolvimento, armazenamentos de mídia ou diretórios pessoais de usuários.
Um serviço de armazenamento em bloco, como o Amazon Elastic Block Store [en] (EBS), é usado para outras aplicações corporativas, como bancos de dados, e geralmente requer armazenamento dedicado e de baixa latência para cada host. Isso é comparável, em certos aspectos, ao armazenamento de conexão direta (DAS) ou a uma rede de área de armazenamento (SAN).
Pode-se afirmar que o armazenamento em nuvem é:
- Composto de muitos recursos distribuídos, mas ainda age como um só, seja em uma arquitetura de armazenamento em nuvem federada [en][9] ou cooperativa [en].
- Altamente tolerante a falhas por meio de redundância e distribuição de dados.
- Altamente durável por meio da criação de cópias com controle de versão.
- Normalmente, é posteriormente consistente com relação às réplicas de dados.[10]

## Benefícios
- As empresas só precisam pagar pelo armazenamento que realmente usam, normalmente uma média de consumo durante um mês, trimestre ou ano.[11] Isso não significa necessariamente que o armazenamento em nuvem seja mais barato, apenas que ele incorre em despesas operacionais em vez de despesas de capital.
- As empresas que usam armazenamento em nuvem podem reduzir seu consumo de energia em até 70%.[12]
- As organizações podem escolher entre opções de armazenamento em nuvem local e externo, ou uma combinação dos dois, dependendo dos critérios de decisão relevantes que complementam o potencial inicial de redução direta de custos; por exemplo, continuidade das operações (COOP), recuperação de desastres (DR), segurança (PII, HIPAA, SARBOX, IA/CND) e leis, normas e políticas de retenção de registros.[13]
- A disponibilidade de armazenamento e a proteção de dados são intrínsecas à arquitetura de armazenamento de objetos, portanto, dependendo da aplicação, a tecnologia, o esforço e o custo adicionais para adicionar disponibilidade e proteção podem ser eliminados.[14]
- As tarefas de manutenção do armazenamento, como a compra de capacidade adicional, são transferidas para a responsabilidade de um provedor de serviços.[11]
- O armazenamento em nuvem oferece aos usuários acesso imediato a uma ampla gama de recursos e aplicativos hospedados na infraestrutura de outra organização por meio de uma interface de serviço da Web.[15]
- O armazenamento em nuvem pode ser usado para copiar imagens de máquinas virtuais da nuvem para locais físicos ou para importar uma imagem de máquina virtual de um local físico para uma biblioteca de imagens na nuvem. Além disso, o armazenamento em nuvem pode ser usado para mover imagens de máquinas virtuais entre contas de usuário ou entre data centers.[16]
- O armazenamento em nuvem pode ser usado como backup à prova de desastres naturais, pois normalmente há 2 ou 3 servidores de backup diferentes localizados em diversos lugares do mundo.
- O armazenamento em nuvem pode ser mapeado como uma unidade local com o protocolo WebDAV. Ele pode funcionar como um servidor de arquivos central para organizações com vários escritórios.

## Possíveis riscos

### Segurança de dados
A terceirização do armazenamento de dados aumenta a área da superfície de ataque [en].
Quando os dados são distribuídos, eles são armazenados em mais locais, aumentando o risco de acesso físico não autorizado aos dados. Por exemplo, na arquitetura baseada em nuvem, os dados são replicados e movidos com frequência, de modo que o risco de recuperação não autorizada de dados aumenta drasticamente, assim como no caso de descarte de equipamentos antigos, reutilização de unidades e realocação de espaço de armazenamento. A maneira como os dados são replicados depende do nível de serviço escolhido pelo cliente e do serviço fornecido. Quando a criptografia é aplicada, ela pode garantir a confidencialidade. A criptografia [en] pode ser usada no descarte de dados (em um disco).
O número de pessoas com acesso aos dados que podem ser comprometidas (por exemplo, subornadas ou coagidas) aumenta drasticamente. Uma única empresa pode ter uma pequena equipe de administradores, engenheiros de rede e técnicos, mas uma empresa de armazenamento em nuvem terá muitos clientes e milhares de servidores, portanto, uma equipe muito maior de pessoal técnico com acesso físico e eletrônico a quase todos os dados em toda a instalação ou talvez em toda a empresa. As chaves de decodificação que são mantidas pelo usuário do serviço, e não pelo provedor de serviços, limitam o acesso aos dados pelos funcionários do provedor de serviços. Quanto ao compartilhamento de vários dados na nuvem com vários usuários, um grande número de chaves precisa ser distribuído aos usuários por meio de canais seguros para a decodificação e também precisa ser armazenado e gerenciado com segurança pelos usuários em seus dispositivos. O armazenamento dessas chaves requer um armazenamento seguro bastante caro. Para superar isso, pode-se usar o sistema de criptografia de chave agregada.
Ele aumenta o número de redes pelas quais os dados trafegam. Em vez de apenas uma rede de área local (LAN) ou uma rede de área de armazenamento (SAN), os dados armazenados em uma nuvem exigem uma WAN (rede de área ampla) para conectá-los.
Ao compartilhar armazenamento e redes com muitos outros usuários/clientes, é possível que outros clientes acessem seus dados. Às vezes, devido a ações errôneas, equipamentos defeituosos, um bug e, às vezes, por intenção criminosa. Esse risco se aplica a todos os tipos de armazenamento e não apenas ao armazenamento em nuvem. O risco de ter os dados lidos durante a transmissão pode ser atenuado por meio da tecnologia de criptografia. A criptografia em trânsito protege os dados durante a transmissão de e para o serviço em nuvem. A criptografia em repouso protege os dados que estão armazenados no provedor de serviços. Criptografia de dados em um sistema on-ramp no local do serviço de nuvem pode fornecer os dois tipos de proteção de criptografia.
Há várias opções disponíveis para evitar problemas de segurança. Uma opção é usar uma nuvem privada em vez de uma nuvem pública. Outra opção é ingerir dados em um formato criptografado em que a chave é mantida na infraestrutura local. Para isso, o acesso geralmente é feito pelo uso de gateways de armazenamento em nuvem [en] no local que têm opções para criptografar os dados antes da transferência.

### Continuidade
As empresas não são permanentes e os serviços e produtos que elas fornecem podem mudar. A terceirização do armazenamento de dados para outra empresa requer uma investigação cuidadosa e nada é garantido. Os contratos estabelecidos podem não ter valor quando uma empresa deixa de existir ou suas circunstâncias mudam. Empresas podem:
1. Ir à falência.
2. Expandir e mudar seu foco.
3. Ser compradas por outras empresas maiores.
4. Ser compradas por uma empresa com sede ou mudar para um país que não esteja em cumprimento com as restrições de exportação [en] e, portanto, necessite de uma mudança.
5. Sofrer um desastre irrecuperável.

### Acessibilidade
O desempenho do armazenamento terceirizado provavelmente será inferior ao do armazenamento local, dependendo de quanto o cliente está disposto a gastar com sua rede de banda WAN. A confiabilidade e a disponibilidade, por sua vez, dependem da disponibilidade da rede de longa distância e do nível de precauções tomadas pelo provedor de serviços. A confiabilidade deve ser baseada no hardware e nos vários algoritmos utilizados.

### Outras questões
- A segurança dos dados armazenados [en] e dos dados em trânsito pode ser uma preocupação ao armazenar dados confidenciais em um provedor de armazenamento em nuvem.[11]
- Os usuários com requisitos específicos de manutenção de registros, como órgãos públicos que precisam reter registros eletrônicos conforme a legislação, podem encontrar problemas ao usar a computação e o armazenamento em nuvem. Por exemplo, o Departamento de Defesa dos EUA designou a Agência de Sistemas de Informação de Defesa (DISA) para manter uma lista de produtos de gerenciamento de registros que atendam a todos os requisitos de retenção de registros, informações pessoalmente identificáveis (PII) e segurança (Garantia de Informações; IA).[26]
- O armazenamento em nuvem é um recurso valioso tanto para os hackers quanto para agências de segurança nacional.[27][28] Como a nuvem contém dados de muitos usuários e organizações diferentes, os hackers a veem como um alvo muito valioso.[29]
- A pirataria e a violação de direitos autorais podem ser possibilitadas por sites que permitem o compartilhamento de arquivos. Por exemplo, o site de armazenamento de e-books CodexCloud enfrentou litígio com os detentores da propriedade intelectual carregada e compartilhada nele, assim como os sites Grooveshark e YouTube com os quais foi comparado.[30][31]
- O aspecto legal, do ponto de vista da conformidade com as normas, é uma preocupação quando se trata de armazenar arquivos em âmbito nacional e, principalmente, internacional.[32]
- Os recursos usados para produzir grandes data centers, especialmente aqueles necessários para alimentá-los, estão fazendo com que os países aumentem drasticamente sua produção de energia. Isso leva a outras implicações prejudiciais ao clima.

## Armazenamento em nuvem híbrido
O armazenamento em nuvem híbrido [en] é um termo para uma infraestrutura de armazenamento que usa uma combinação de recursos de armazenamento locais com armazenamento em nuvem. O armazenamento local é normalmente gerenciado pela entidade, enquanto o provedor de armazenamento em nuvem pública é responsável pelo gerenciamento e pela segurança dos dados armazenados na nuvem. O armazenamento em nuvem híbrida pode ser implementado por um gateway de armazenamento em nuvem [en] no local que apresenta um sistema de arquivos ou uma interface de armazenamento de objetos que os usuários podem acessar da mesma forma que acessariam um sistema de armazenamento local. O gateway de armazenamento em nuvem transfere de forma transparente os dados de e para o serviço de armazenamento em nuvem, fornecendo acesso de baixa latência aos dados por meio de um cache local.
O armazenamento em nuvem híbrido pode ser usado para complementar os recursos de armazenamento interno de uma organização ou pode ser usado como a infraestrutura de armazenamento principal. Em ambos os casos, o armazenamento em nuvem híbrido pode oferecer às empresas maior flexibilidade e escalabilidade do que a infraestrutura de armazenamento tradicional local.
Há vários benefícios no uso do armazenamento em nuvem híbrido, incluindo a capacidade de armazenar em cache os dados usados com frequência no local para acesso rápido, enquanto os dados inativos e frios [en] são armazenados fora do local, na nuvem. Isto pode economizar espaço, reduzir os custos de armazenamento e melhorar o desempenho. Além disso, o armazenamento em nuvem híbrido pode proporcionar às organizações maior redundância e tolerância a falhas, pois os dados são armazenados na infraestrutura de armazenamento local e na nuvem.